# Ménodote de Nicomédie
Ménodote de Nicomédie (vraisemblablement fin du Ier siècle apr. J.-C., ou première moitié du deuxième) est le premier que nous connaissons à être, comme Sextus Empiricus, à la fois médecin de l'école dite empirique (les trois écoles de médecine de l'Antiquité étant l'école dogmatique, l'école empirique et l'école méthodique) et philosophe sceptique. Il apparaît comme celui qui donna toute sa rigueur à la méthode empirique.

## Biographie
Nous n'avons guère de renseignements sur sa vie. Il fut l'élève d'Antiochos d'Ascalon avec Théodas de Laodicée. Galien écrivit deux livres contre lui.